# Sten Stymne
Sten Gustaf Stymne, född 28 november 1949 i Gävle, är en svensk biokemist och professor emeritus i växtförädling vid Sveriges Lantbruksuniversitet. Stymne har under sina år som forskare varit en av de ledande inom växtlipidbiokemi och tilldelades 2008 Terry Galliard-utmärkelsen som ett erkännande för sina insatser inom fältet. Stymne har även under många år varit en ofta förekommande debattör i olika nyhetsmedier där han bland annat kritiserat Sverige för dess negativa inställning till växtbioteknik.

## Akademisk karriär
Stymne avlade kandidatexamen 1976 vid Stockholms Universitet och disputerade vid Sveriges Lantbruksuniversitet 1981 med avhandlingen ”The biosynthesis of linoleic and linolenic acids in plants”. Året därpå blev Stymne utnämnd till docent i livsmedelsbiokemi vid Sveriges Lantbruksuniversitet. 
Stymnes forskning har under hela hans karriär varit inriktad mot hur växter producerar olja och den modell som han och Allan Stobart presenterade 1987 är fortfarande förekommande i läroböcker om växtbiokemi. Stymne insåg tidigt att den kommande biotekniska utvecklingen skulle komma att revolutionera vårt sätt att se på växter och biokemiska processer och att dessa processer skulle komma att gå att manipulera i syfte att förbättra eller tillföra helt nya egenskaper. Genom systematiska och noggranna inmärknings- och enzymaktivitetsstudier under 1980- samt 90-talet kunde han visa på flera tidigare okända reaktionsvägar för oljeproduktion i frön och som senare visat sig stämma även för växtceller generellt.
Senare i sin karriär fokuserade Stymne på att studera biokemiska processer involverade i syntesen av exotiska fettsyror vilket är ett område där Sten har lämnat stora avtryck genom att öka vår kunskap kring hur specialiserade acyltransferaser och fosfolipaser är essentiella för anrikningen av exotiska fettsyror i oljan. Vidare kunde Stymnes grupp identifiera och beskriva en helt ny växtfamilj av enzymer (PDAT:s) som tidigare enbart identifierats hos djur och som är ansvariga för att flytta fettsyror mellan fosfolipider och diacylglycerolmolekyler som spelar en viktig roll i oljesyntesen inte bara hos växter utan hos alla högre organismer. Stymnes grupp var även först med att klona och karaktärisera växtgener för membranlipidsyntes (LPCAT:s) och syntes av sterolestrar (PSAT). Dessa upptäckter har varit oumbärliga för att identifiera essentiella steg av växters lipidmetabolism.   
Som ett erkännande för sina insatser inom sitt forskningsområde tilldelades sten 2008 Terry Galliard utmärkelsen som tilldelas forskare vars arbete har haft särskilt inflytande inom växtlipidforskningsområdet.

## Stymne som opinionsbildare

### Framtidens jordbruk och debatten kring genetiskt modifierade grödor
| ”             | Gentekniken kommer att vara avgörande för framtidens hållbara samhälle och spela en nyckelroll för både den framtida livsmedelförsörjningen och för att motverka klimatuppvärmningen. | „ |
| – Sten Stymne | |   |

Stymne har under många år varit en av Sveriges mest flitiga debattörer när det kommer till Sveriges, och till viss del även Europeiska Unionens, attityd gentemot genmodifierade grödor och deras roll i framtidens jordbruk  Som sådan har hans ställning varit att genteknik utgör en naturlig del av växtförädlarens verktygslåda och att växtbiotekniken utgör en ny grön revolution och en förutsättning för att jordbruket skall kunna anpassas efter framtida krav.  Trots sin positiva hållning till teknikens applicering varnade Stymne tidigt för riskerna med att låta ett fåtal stora multinationella kemiföretag få allt för stort inflytande över egenskaper hos grödor som introducerats genom genteknik och därmed den framtida utsädesmarknaden. Detta, menade han, förvärrades av Sverige, och övriga Europas, oförmåga att hantera frågan kring genmodifierade grödor med ett vetenskapligt synsätt.   Även om Stymne har varit kritisk mot centraliseringen av inflytande över det framtida jordbruket till ett fåtal multinationella företag har han samtidigt varit noga med att debatten kring dessa skall vara faktabaserad. 

Vidare har Stymne kritiserat miljörörelsen för att demonisera gentekniken och genom faktaförnekelse och lögner försöka sabotera debatten.  Samtidigt har Stymne uttalat sitt stöd för miljörörelsen och påtalat vikten av både miljörörelsernas och enskilda miljökämpars arbete mot miljöförstöringen .
”Att som miljörörelsen inte erkänna detta faktum utan till och med uppdikta lögner om skador som grödorna orsakat undergräver deras trovärdighet och därmed den viktiga roll som dessa organisationer spelar i vårt samhälle” 

### Framtidens oljegrödor
Som en naturlig förlängning av sin forskning inom lipidbiosyntes hos växter har Stymne engagerat sig i frågan om jordbruksprodukter för energi- och industrisektorn. Han har riktat kritik mot nyttjandet av jordbruksprodukter för bränsleproduktion, såsom att omvandla majsstärkelse till bioetanol, genom att peka på ineffektiv energiomvandling och att världens bränslebehov är för stort för att jordbruket skulle utgöra en möjlig lösning.   Istället har Stymne argumenterat för att resurser istället bör riktas mot att förädla fram nya oljekvalitéer i syfte att kunna ersätta fossil olja inom den oleokemiska industrin där han menar att de miljömässiga och ekonomiska vinsterna av en återgång till en växtoljebaserad industri skulle bli stora.  

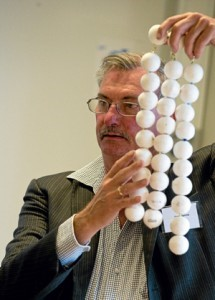
Sten Stymne har gjort sig känd för sitt engagemang i att kommunicera sin forskning till allmänheten. Här beskrivs hur oljesyntes växter går till.

Stymne anser att applikationen av genteknik är en förutsättning för att med framgång kunna genomföra denna övergång då många växter som producerar oljor som är intressanta för industrin inte är lämpliga för storskalig odling.  Han har därför under lång tid argumenterat för behovet av helt nya oljegrödor, som inte bara är lämpliga för storskalig odling över stora delar av Sverige utan även är en lämplig kandidat för genmanipulering för att skräddarsy oljekvalitet.  Stymne har resonerat att Crambe abyssinica och den nygamla oljegrödan Fältkrassing kan vara lämpliga kandidater med hänsyn till agronomiska och gentekniska faktorer.  Han har även lyft fram att Fältkrassing kan nyttjas för att utveckla en perenn, högavkastande oljegröda som därmed kan minska miljöskador genom minskat behov av plöjning.

## Stymne som folkbildare
Stymne har under hela sin karriär aktivt engagerat sig i folkbildningsinsatser kring sin forskning, genteknik och genmodifierade grödor och har gjort sig känd för att med innovativa pedagogiska medel försöka förmedla abstrakta forskningsresultat kring växtlipidbiokemi. Han har även varit en frekvent anlitad föreläsare och flitig skribent på SLU:s blogg där han deltagit aktivt i diskussionen kring genmodifierade grödor med den intresserade allmänheten. 

## Kritik
Som aktiv inom GMO-debatten har Stymne fått utstå en hel del kritik från främst meningsmotståndare som bland annat menat på att han är subjektiv i sina ståndpunkter på grund av ekonomiskt stöd från den växtbiotekniska industrin.   Stymne har då svarat med att offentligt redovisa sina tidigare och nuvarande industrikopplingar. 
Stymne har även kritiserats av Greenpeace som ett svar på hans kritik mot en studie, sponsrad av Greenpeace, genomförd av Gilles-Éric Séralini vid universitetet i Caen där Greenpeace anklagar Stymne för att sakna relevant kompetens för sin kritik mot studien.  Samma studie har därefter fått massiv kritik av bland annat Europeiska myndigheten för livsmedelssäkerhet vars analys isar på att studien lider av allvarliga fel och brister i både metod och dataanalys. 